# طبيب الإكسير
طبيب الإكسير هي صورة مصغرة على ورق مقوى من نسخة مخطوطة عربية إسلامية مصورة، موجودة الآن في متحف متروبوليتان للفنون في نيويورك من كتاب المقالات الخمس، وهو كتاب كبير عن الأعشاب وعن الاستخدامات الطبية للنباتات، كتبه في الأصل الطبيب اليوناني الروماني القديم، بيدانيوس ديسقوريدوس، في القرن الأول الميلادي، وتُرجم للعربية لاحقًا وهو ما حفظ الكتاب. هذه الصفحة من المخطوطة، التي يرجع تاريخها إلى عام 1224 ميلادي، مصنوعة من ورق، يبلغ عرضها 24.8 سم وطولها 33.2 سم، ومزينة بألوان مائية غير شفافة وحبر وتفاصيل ذهبية. وهي مقسمة بصريًا إلى ثلاثة أقسام أفقية من أعلى الصفحة إلى أسفلها؛ يهيمن على أعلى الصفحة سطرين من الخط العربي، يليهما الصورة ثم خمسة أسطر أخرى من النص باللغة العربية. الكتابة أسفل الصورة سوداء في الغالب باستثناء سطر واحد، مكتوب بالحبر الأحمر وبالتالي يتم تسليط الضوء عليه للمشاهد. عادةً لا تكون الصفحة معروضة.
يعتقد الخبراء أن الصورة قد رُسمَت في العراق، شمال الجزيرة أو بغداد. ويؤكد مظهر الطبيب أن أصلها من الشرق الأوسط. ففي الصورة، يرتدي الطبيب غطاء رأس، وملابسه ملونة للغاية ومزينة بزخارف ذهبية. بالإضافة إلى ذلك، فإن النص العربي هو إشارة أخرى إلى أن هذه الصفحة على وجه التحديد تم تشكيلها في سياق شرق أوسطي. وفي هذا التمثيل الرقمي، تبدو الصفحة في حالة جيدة ولديها الحد الأدنى من التآكل والتلف.

## تاريخ موجز عن المقالات الخمس
يشير مصطلح المقالات الخمس إلى نص محدد ونوع من النصوص، وهو تعقيد يتضح من خلال التاريخ المتنوع للكتاب الأصلي. كان بيدانيوس ديوسكوريدس طبيبًا يونانيًا، والكلمة هنا مستخدمة بالمعنى الذي كان سائدًا في العصور الوسطى، وُلد في عام 40 بعد الميلاد وقضى سنوات عديدة في السفر مع جيش الإمبراطور الروماني نيرون. خلال هذه الرحلات، جمع ديسقوريدوس عينات من الأعشاب وجمع المعرفة حول الاستخدامات الصحية العملية للنباتات، وجمع ملاحظات حول أكثر من ألف مادة طبية. في عام 70 بعد الميلاد، نشر ديوسكوريدس كتابًا بعنوان حول المواد الطبية (باليونانية: De Materia Medica، وتُرجم للعربية: المقالات الخمس). وقد ذكر كتابه أسماء النباتات والمرادفات والرسوم التوضيحية؛ وموطن النبات والأوصاف النباتية؛ وخصائص وتأثيرات واستخدامات الدواء؛ والآثار الجانبية السلبية، إن وجدت؛ وتوصيات الإدارة والجرعات؛ والتوجيهات بشأن حصاد الأعشاب أو الأدوية وتحضيرها وتخزينها؛ والغش المحتمل وكيفية اكتشافه؛ والاستخدامات البيطرية للدواء أو العشبة، إن وجدت. نُشر النص في خمسة مجلدات، ثم تُرجم إلى عدة لغات، وحظي باهتمام المسلمين فتُرجم للعربية بعنوان المقالات الخمس لأنه كان في خمس مجلدات. واستمر هذا النص في العمل مصدرًا مركزيًّا للمعرفة حول الأعشاب والمواد الطبية المماثلة. ومع انتقاله إلى مناطق جديدة وتناقله الزعماء والسلالات المختلفة، تم تعديله وإعادة ترتيبه وإضافة معلومات جديدة إليه وفقًا للمعرفة التي اكتسبتها تلك الأماكن، وخاصةً المسلمين. لذلك، فإن هذه الصفحة في هذه المادة الطبية ليست مطابقة للأصل الذي كتبه ديسقوريدوس أو غيره من النسخ الباقية.

## تاريخ المخطوط

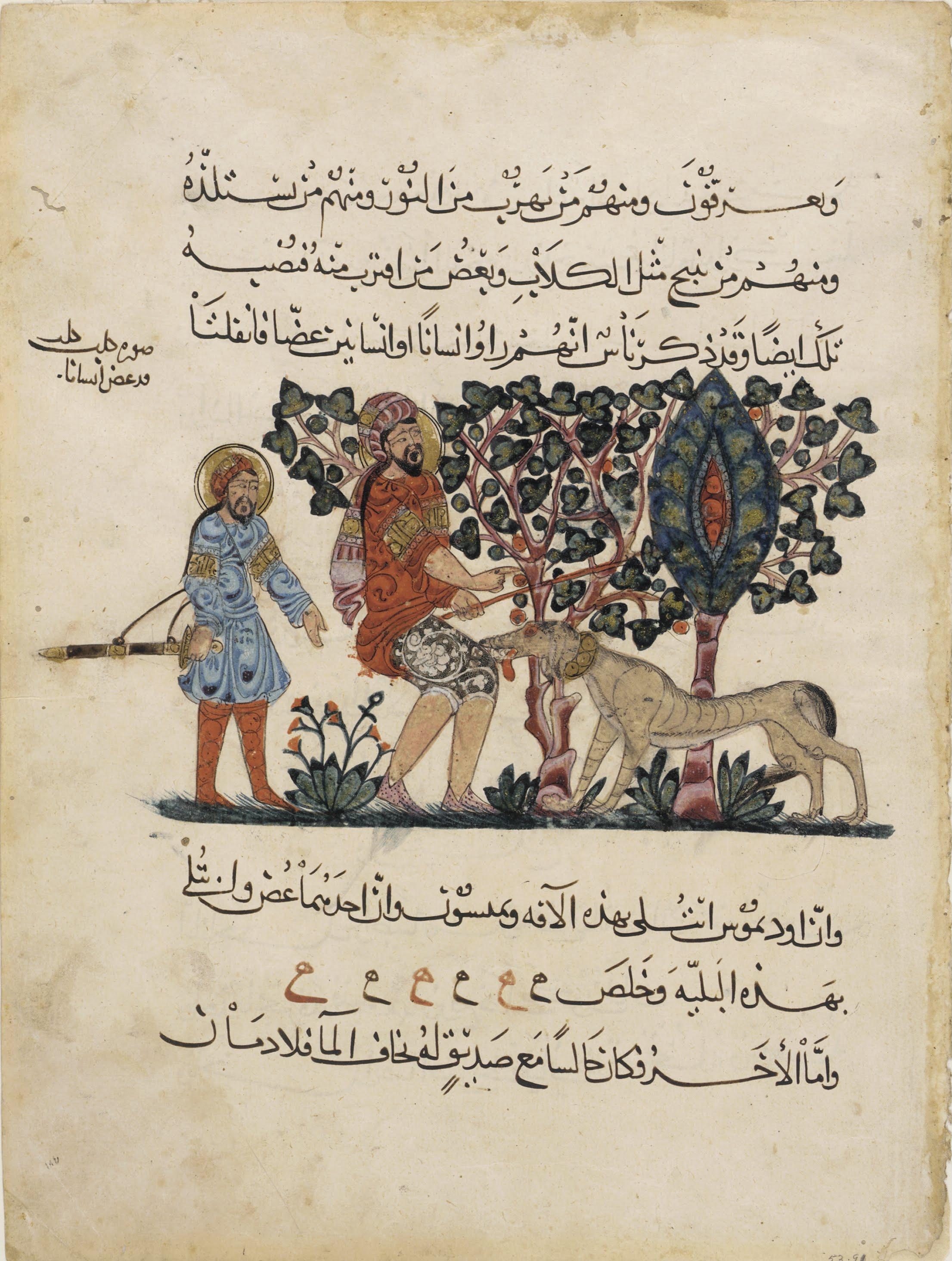
رجل عضه كلب مصاب بداء الكلب، صفحة أخرى من نفس المخطوطة

في عام 1913، تلقى متحف متروبوليتان في نيويورك، هذه الصفحة بعد تاريخ من الملكية الأوروبية. وبقدر ما تظهر السجلات، فقد جمع هذه الصفحة من المخطوطة لأول مرة أوروبي يُدعى ف. ر. مارتن من ستوكهولم في عام 1910. كما امتلك ف. ر. مارتن في الأصل أيضًا صفحات إضافية جاءت من نسخ أخرى من كتاب المقالات الخمس لديسقوريدس مثل صورة بعنوان رجال يخطون على العنب والتي توجد الآن أيضًا في متحف متروبوليتان للفنون. ثم نُقلَت الصفحة المركزية والتي عنوانها طبيب الإكسير إلى رعاية جورج ج. ديموت في باريس حتى عام 1913 عندما استحوذ المتحف عليها رسميًا. كان ديموت تاجرًا فنيًا باريسيًا من أصل بلجيكي في أواخر القرن التاسع عشر إلى أوائل القرن العشرين والذي قدم أيضًا العديد من الأعمال الفنية والاكتشافات الأثرية المختلفة لمتحف متروبوليتان. اشتهر ديموت باقتنائه لكتاب الملوك الشاهنامه الإسلامي، والذي باعه صفحة تلو الأخرى لأطراف مختلفة مهتمة.
إن حقيقة أن هذه الصفحة من نص مترجم بشكل كبير إلى المقالات الخمس، قد تشوه بعض تحليلاتنا بسبب التغييرات الكبيرة التي يتعرض لها العمل الأدبي أثناء الترجمة. ومع انتشار ترجمات عديدة إلى العمل الإغريقي الأصلي على نطاق واسع، ربما سافرت هذه الصفحة وغيرها مع الأطباء أو على طول طرق التجارة للوصول إلى وجهات ومجتمعات جديدة. لذلك، فإن هذا النص، كما يتضح من أصوله الجمالية والجغرافية في الشرق الأوسط، يمكن أن يعرض جانبًا مختلفًا تمامًا عن كتاب حول المواد الطبية (باليونانية: De Materia Medica) الأصلي. من المحتمل أن تكون هذه الصفحة إضافة قام بها أطباء من الشرق الأوسط في القرن الثالث عشر ولم تكن موجودة جزءًا من كتاب ديسقوريدوس الأصلي. بالإضافة إلى ذلك، على الرغم من أن النص الأصلي المكون من خمسة مجلدات كان عبارة عن تجميع للمعلومات، ربما بهدف التعليم العملي، إلا أن هذه الصفحة تبدو وكأنها تنحرف عن هذا التركيز الأولي. إنها مميزة من الناحية الجمالية، ويبدو أنها ذات قيمة كبيرة كما يتضح من التفاصيل الذهبية، ويبدو بشكل عام أنها كانت قطعة ثمينة كما يتضح من التآكل البسيط الموضح على صفحتها على الموقع الإلكتروني MMA. لذلك، يمكننا أن نفترض أن هذه الصفحة على الأقل لم تكن نصًا متداولًا على نطاق واسع داخل مجتمع الشرق الأوسط. ربما اُحتُفظ بهذا النص بين العلماء ومن خلال هذا الانعزال في المجتمع الأكاديمي، ظل في حالة جيدة.

## السياق
يحيط بالطبيب العديد من الأدوات المختلفة، ربما للدلالة على أهمية مثل هذه الاختراعات خلال الوقت الذي تم فيه إنشاء صفحة المخطوطة هذه. يجلس الطبيب على كرسي ويصنع إكسيرًا في وعاء متوسط الحجم باستخدام أداة خلط. يجلس أمام جهاز من العصور الوسطى كان من الممكن استخدامه للتصفية أو عمليات أخرى. إلى أقصى يسار الصورة، على الجانب الآخر من أداة التصفية المحتملة، يوجد إبريق أزرق كبير. تبرز أهمية هذه الأدوات، التي ربما كانت مهمة لإعداد الطبيب للإكسير، من خلال وضعها وتلوينها على الصفحة.
بالإضافة إلى ذلك، يمكن أن يوضح تصوير الطبيب في هذا النص مكانة الأطباء في المجتمع في الشرق الأوسط خلال هذه الفترة الزمنية. وكما أوضحنا سابقًا، ربما كان هذا النص موضوعًا للمجتمع الأكاديمي في الشرق الأوسط. كان الأطباء في القرن الثالث عشر أعضاءً محترمين للغاية في المجتمع حيث كان يُنظر إليهم على أنهم رجال متعلمون؛ وقد حظي العلماء في العصر الذهبي للإسلام بمكانة مرموقة. لقد تم تعليمهم تعقيدات نظرية الخلط وكانوا مسؤولين عن صحة العديد من المجتمعات. الطبيب في هذه الصورة، والذي يتضح من خلال التلوين المعقد لقميصه وتداعياته على طبقته الاجتماعية العالية، يمكن أن يكون تصويرًا لمثال أعلى. يمكن أن يكون هذا الرجل تمثيلًا للطبيب المثالي في الشرق الأوسط في القرن الثالث عشر، وهو رجل يتمتع ببراعة في استخدام أدواته ومعرفته بالنباتات والأعشاب والمكانة الاجتماعية العالية. ومع ذلك، فإن هذا التفسير ينطوي على تناقض داخلي حيث لن نجد طبيب المجتمع الراقي يعمل في مثل هذه البيئة الخارجية. بدلًا من ذلك، نجد هذا الطبيب في بيئة أكثر علمية وأكاديمية في هذه الفترة الزمنية حيث كان أطباء القرن الثالث عشر أكثر استثمارًا في نظرية الخلط من الأعشاب والنباتات. لذلك، يمكن أن يمثل الطبيب في هذا النص عمل أخصائي الأعشاب في هذه الفترة الزمنية وليس الطبيب. وعلى هذا النحو، فإن صفحة طبيب الإكسير قد لا تعرض فقط المعرفة العشبية والطبية العظيمة التي يعود تاريخها إلى رحلات ديسقوريدوس مع نيرون، بل أيضًا التصوير المتغير للمثل الطبية والمجتمعية، والتي توجد جميعها في نفس المخطوطة المتنوعة.